# القديس قرداغ
القديس قرداغ
وهو أحد القديسين ينحدر من سلالة الملوك الآشوريين , والده من سلالة نمرود (توضيح) الجبار و امه من سلالة الملك سنحاريب , ولد من ابوين وثنيين , كان والدة كوشناوي و ذات شهرة عند المجوس .
1. حياته

كان قرداغ جميل المنظر ورشيق عرف في عهد الملك الفارسي شابور الثاني واكرمة وجعله حاكما على ولاية اشور , كان في البداية متعصبا للديانة المجوسية وكان يكره المسيحيين , الا انه اعتنق المسيحية على يد القديس عبد يشوع , عارضة المجوس لاعتناقه المسيحية فقتل على يد ابيه بعد ان قام هو و بعض المجوس برجمه بالحجارة .